# Tomoki Suzuki (Para-Leichtathlet)
Tomoki Suzuki (japanisch 鈴木 朋樹, Suzuki Tomoki; * 14. Juni 1994 in Tateyama (Chiba)) ist ein japanischer Para-Leichtathlet, der bei Paralympischen Sommerspielen zwei Bronzemedaillen in der Kategorie T54 gewann, in Paris im Marathonlauf und in Tokio in der 4 × 100-m-Staffel.

## Leben und Karriere
Tomoki Suzuki erlitt bei einem Verkehrsunfall eine Rückenmarksverletzung, als er acht Monate alt war. Im Alter von nur vier Jahren begann er, motiviert durch seine Eltern, mit dem Rollstuhlsport. Anfangs trainierte er zweimal im Monat in einem Sportverein in Yokohama, zwei Fahrtstunden von seinem Wohnort entfernt. Als Grundschüler weckte die Bekanntschaft mit dem japanischen Para-Leichtathleten Nobukazu Hanaoka sein Interesse dafür, Sportler zu werden.
Er studierte an der privaten Josai International University Informationsmanagement. Nach seinem Abschluss schloss er sich in Australien dem Para-Leichtathleten Kurt Fearnley an, um mehr über seinen Sport zu lernen und sich zu verbessern. Ausschlaggebend für sportliche Leistungen für ihn als Para-Leichtathlet ist die Qualität des Rennrollstuhls. Mit der Entwicklung besserer Rennrollstühle beschäftigte sich Suzuki seit er Student war beruflich und arbeitet nun in der entsprechenden Entwicklungsabteilung von Toyota Motor Corporation (Stand 2024).
Zum ersten Mal nahm er 2015 an einem internationalen Wettkampf teil, als er bei der Weltmeisterschaft in Doha antrat. Im Laufe seiner Karriere stellte er mehrere japanische Rekorde auf. Bei den Wettbewerben erreicht er mit seinem aerodynamischen Rennrollstuhl im Stadion eine Höchstgeschwindigkeit von 35 km/h und auf den Straßen der Marathonwettbewerben 80 km/h. Er gewann beim Tokyo-Rollstuhl-Marathon 2020 mit einer Zeit von 1:21,52 Stunden, damit war er acht Minuten und acht Sekunden schneller als der Marathon-Zweite. Tomoki Suzuki war bereits bei den Marathon-Rennen von 2015 und 2018 selbst Zweiter geworden.
Tomoki Suzuki nahm an den Paralympischen Sommerspielen 2020 in Tokio teil, die wegen der COVID-19-Pandemie erst 2021 stattfanden. Er trat in vier Wettbewerben der Kategorie T54 an. In Tokio nahm er am 1500-Meter-Lauf, am 800-Meter-Lauf, an der 4 × 100-Meter-gemischten-Staffel sowie am Marathonlauf teil. In der gemischten Staffel über 4 × 100 Meter konnte er mit seinen Teamkollegen die Bronzemedaille gewinnen.
Im März 2024 gewann er den Tokyo-Rollstuhl-Marathon der Männer mit einer Zeit von 1:23,05 Stunden. Vorher hatte er bei derselben Veranstaltung 2021 und 2023 den zweiten Platz erreicht. Nach seiner Goldmedaille beim Tokyo-Marathon konnte er im Sommer desselben Jahres bei den Paralympischen Sommerspielen in Paris im Wettbewerb über 1500 Metern T54 mit einer Zeit von 2:53,99 Minuten den siebten Platz belegen. Im Marathon gewann er in 1:31,23 Stunden die Bronzemedaille und hatte damit sein persönliches Ziel erreicht.